# Nikola Novosel
Nikola Novosel (10. srpnja 2003.), hrvatski reprezentativni kajakaš i kanuist. Član hrvatske reprezentacije u juniorskim kategorijama. Član Kajak kanu kluba Varteks iz Varaždina. Natjecao se u slalomskim utrkama u sklopu ECA juniorskog Kupa u Valstagni u Italiji(16. – 17.06), u njemačkom Augsburgu (23. – 24. 6.); austrijskom Flattachu (26. – 27. 6.) te u Bratislavi u Slovačkoj (30. 6.  –  1. 7.). 2018. godine. 2019. godine natjecao se na Europskom prventsvu, Liptovský Mikuláš, discipline K1-Men single i K1-Men ekipno. 